# 江口冨士枝
江口 冨士枝（えぐち ふじえ、1932年11月18日 - 2021年5月28日）は、日本の卓球選手・指導者。選手時代は世界卓球選手権で全種目合わせて6回優勝し、1950年代の日本卓球界黄金期を支えた名選手。1997年にはその功績をたたえられ世界卓球殿堂入りを果たした。現役引退後は大阪卓球協会の会長や、日本卓球協会のレディース委員会委員長を務めるなど精力的に卓球界を支えた。

## 経歴
長崎県長崎市で、美容室を経営していた両親のもとに生まれる。7歳の時に大阪へ移り、高校卒業後は父の方針により、難波の髙島屋大阪店にある実家が経営する美容室で働いていた。1952年に大阪薬科大学（現：大阪医科薬科大学）に入学し、冨士枝が2年の頃に行われた全日本卓球選手権女子シングルスで準優勝し、翌年の同選手権では決勝で田中良子を破り優勝を果たした。
その後、1954年に日本代表に初めて選出され、同年ウェンブリーで行われた世界選手権では初出場ながら女子シングルスで3位に入った。3年後にストックホルムで行われた同選手権では女子シングルス・混合ダブルス・女子団体の3種目で優勝を果たした。1959年のドルトムント大会を最後に、世界選手権から引退した。
選手引退後は大阪卓球協会会長、日本卓球協会副会長、同協会のレディース委員会委員長を務め、日本卓球界の発展に貢献した。2010年10月、ニッタク卓球教室大阪枚方校（コスパ御殿山内）のアドバイザーコーチ就任。
2021年5月28日、兵庫県川西市の病院で膵癌で死去。88歳没。

## 主な戦績
- 1954年・1956年　全日本卓球選手権　女子シングルス　優勝
- 1952年　 全日本学生卓球選手権　女子シングルス　優勝
- 1957年 全日本卓球選手権 女子シングルス　優勝
- 1957年　 世界卓球選手権　女子シングルス　優勝　混合ダブルス優勝
- 1959年　 世界卓球選手権　混合ダブルス優勝